# Meliboeus santolinae
Meliboeus santolinae é uma espécie de insetos coleópteros polífagos pertencente à família Buprestidae.
A autoridade científica da espécie é Abeille de Perrin, tendo sido descrita no ano de 1894.
Trata-se de uma espécie presente no território português.